# Tweede Kamerverkiezingen 2021/Kandidatenlijst/Partij voor de Dieren
Dit is de lijst van kandidaten van de Partij voor de Dieren (PvdD) voor de Nederlandse Tweede Kamerverkiezingen van 17 maart 2021, zoals deze op 13 december 2020 werd goedgekeurd door het partijcongres.

## Achtergrond
Op 15 november 2020 maakte de PvdD de eerste 35 kandidaten van de conceptkandidatenlijst bekend voor de Tweede Kamerverkiezingen van 17 maart 2021. Deze werd later op het partijcongres van 13 december 2020 goedgekeurd en aangevuld met een aantal bekende lijstduwers.

## De lijst
- vet: verkozen
- schuin: voorkeurdrempel overschreden

1. Esther Ouwehand - 282.525 stemmen
2. Christine Teunissen - 15.323
3. Leonie Vestering - 6.992
4. Frank Wassenberg - 7.128
5. Lammert van Raan - 3.464
6. Eva van Esch - 14.744
7. Eva Akerboom[a][b] - 10.103
8. Pascale Plusquin - 5.838
9. Maarten van Heuven - 1.095
10. Johnas van Lammeren - 1.552
11. Marco van der Wel - 811
12. Ines Kostić - 10.013
13. Luuk van der Veer - 1.193
14. Carla van Viegen - 1.411
15. Kirsten de Wrede - 4.567
16. Falco van Hassel - 795
17. Leo de Groot - 1.005
18. Jaap Hollebeek - 368
19. Robert Barker - 285
20. Anjo Travaille - 318
21. Jaap Rozema - 1.263
22. Cynthia Pallandt - 2.048
23. Leonie Gerritsen - 847
24. Anne-Miep Vlasveld - 1.452
25. Trees Janssens - 908
26. Suzanne Onderdelinden - 929
27. Janine Visser - 1.280
28. Lester van der Pluijm - 275
29. Caroline de Groot - 1.044
30. Bart Kuijer - 447
31. Siska Peeks - 851
32. Marjolijn Veenstra - 591
33. Lianne Raat - 453
34. Wesley Pechler - 526
35. Luuk Folkerts - 385
36. Mensje van Keulen - 320
37. Maryam Hassouni - 2.811
38. Eva Meijer - 532
39. Bibi Dumon Tak - 462
40. Miryanna van Reeden - 432
41. Babette van Veen - 1.265
42. Chatilla van Grinsven - 727
43. Naphassa Parinussa - 1.057
44. Klaas Knooihuizen - 99
45. Barbara Stok - 870
46. Guus Kuijer - 450
47. Anoek Nuyens - 250
48. Lisa Stel - 711
49. Anton Corbijn - 529
50. Marianne Thieme - 6.406

VVD · PVV · CDA · D66 · GroenLinks · SP · PvdA · ChristenUnie · Partij voor de Dieren · 50PLUS · SGP · DENK · FVD · BIJ1 · JA21 · Code Oranje · Volt · NIDA · Piratenpartij · LP · JONG · Splinter · BBB · NLBeter · LHK · OPRECHT · JEZUS LEEFT · TROTS · UCF · Lijst 30 · PvdE · DFP · VSN · WZNL · Modern Nederland · De Groenen · PvdR
2003 · 2006 · 2010 · 2012 · 2017 · 2021 · 2023